# نیکو براندنبرگر
نیکو براندنبرگر (انگلیسی: Nico Brandenburger؛ زادهٔ ۱۷ ژانویهٔ ۱۹۹۵) بازیکن فوتبال اهل آلمان است.
از باشگاه‌هایی که در آن بازی کرده‌است می‌توان به باشگاه فوتبال لوتسرن اشاره کرد.
وی همچنین در تیم‌های ملی فوتبال جوانان آلمان، و جوانان آلمان، و جوانان آلمان، و جوانان آلمان، و جوانان آلمان، و جوانان آلمان، بازی کرده‌است.